# Çetin Alp
Çetin Alp (21. juni 1947 – 18. maj 2004) var en tyrkisk sanger, der bedst er kendt internationalt for sin sang "Opera", der fik 0 point ved Eurovision Song Contest 1983 i München, Tyskland. Çetin Alp døde på tragisk vis, blot 3 dage efter Tyrkiet for første gang nogensinde havde haft æren af at være værter for konkurrencen. Tim Moores bog "Nul Points", der netop handler om de kunstnere i Eurovision Song Contest-historien der fik 0 point, blev dedikeret til Çetin Alp. 